# Kriegsheim (Bas-Rhin)
Kriegsheim ist eine französische Gemeinde mit 782 Einwohnern (Stand 1. Januar 2021) im Département Bas-Rhin in der Region Grand Est (bis 2015 Elsass). Sie liegt im Kanton Brumath im Département Bas-Rhin. Am 1. Januar 2015 wechselte Kriegsheim vom Arrondissement Strasbourg-Campagne zum Arrondissement Haguenau-Wissembourg.

## Geografie
Kriegsheim liegt 20 Kilometer nördlich von Straßburg und fünf Kilometer südwestlich von Haguenau in der Landschaft Collines de Brumath am Rand der Oberrheinischen Tiefebene. Der Lohgraben, ein 11 km langer Zufluss der Moder, entspringt in Kriegsheim.
Kriegsheim grenzt an Niederschaeffolsheim im Norden, Weitbruch im Osten, Brumath im Süden und Rottelsheim im Westen.

## Geschichte
Merowingerzeitliche Grabfunde belegen, dass das Gebiet bereits im 5. bis 8. Jahrhundert besiedelt war.
Urkundlich erwähnt wurde das Dorf erstmals 823 in einem Austausch zwischen Graf Erchangar und Bernold, Bischof von Straßburg. 953 erhielt das Kloster Lorsch durch einen Akt Kaisers Otto I. Güter in Kriegsheim.
Kriegsheim gehörte zu den 28 Dörfern, deren Besitztum 1236 zwischen dem Bistum Straßburg und dem Alten Reich aufgeteilt wurde.
Nach der Thronbesteigung der Habsburger 1272 wurde Kriegsheim Reichsdorf und kam zur Landvogtei Hagenau. Die Gemeinde gehörte bis 1789 zum Schultheißamt Batzendorf.
1460 fiel die Hälfte des Dorfs dem Thomaskapitel von Straßburg zu. 1625 erhielt Georg Dietrich von Wangen die andere Hälfte bis zur Französischen Revolution.
Am 21. November 1959 empfing Kriegsheim Charles de Gaulle, den ersten Präsidenten der Fünften Französischen Republik.

## Bevölkerungsentwicklung
| Jahr      | 1962 | 1968 | 1975 | 1982 | 1990 | 1999 | 2007 | 2013 |
| Einwohner | 316  | 330  | 331  | 362  | 405  | 615  | 710  | 706  |

## Sehenswürdigkeiten
Die Kirche Saint-Ulrich ist mit einer modernen Orgel von 1977/1978 ausgestattet, die eine 1861 von Martin Wetzel gebaute Orgel ersetzte. Nur der originale Prospekt ist noch erhalten.

## Infrastruktur
Kriegsheim ist durch die Departementsstraße D263 erschlossen. Sie verbindet Kriegsheim mit Haguenau und dem Kantonshauptort Brumath, wo Anschluss an die Autoroute A4 besteht, die hier mit der Europastraße 25 zusammenfällt.